# Zasady antropiczne
Zasady antropiczne (gr. ἄνθρωπος anthropos „człowiek”) – grupa kilku stanowisk, inaczej tez lub sądów, z pogranicza fizyki i filozofii, konkretniej kosmologii fizycznej i filozoficznej. Różne zasady antropiczne mają różny status – niektóre z nich to postulaty metodologiczne w kosmologii, a inne to hipotezy w tej dziedzinie. To, co łączy zasady antropiczne, to wiązanie pewnych własności Wszechświata z istnieniem w nim obserwatora. Niektóre zasady antropiczne wywołują kontrowersje – wśród fizyków i astronomów nie ma zgody (konsensusu), czy te zasady są ściśle naukowe (ang. scientific), filozoficzne, paranaukowe czy pseudonaukowe.
Wyróżnia się słabe i silne zasady antropiczne, przy czym oba terminy są używane w różnych znaczeniach, podanych niżej.
Znane prawa fizyki, fundamentalne stałe fizyczne (stała Plancka, prędkość światła w próżni, stała grawitacji itp.) oraz warunki brzegowe i początkowe Wszechświata wykazują tzw. antropiczne koincydencje (ang. fine tuning). Według niektórych szacunków prawdopodobieństwo przypadkowego ułożenia się stałych fizycznych takich jak w naszym Wszechświecie jest niewiarygodnie małe (1:10229). Mają dokładnie takie wartości, aby umożliwić powstanie życia, a w szczególności umożliwić pojawienie się istoty myślącej, np. człowieka na Ziemi. Minimalne zmiany stałych fizycznych, np. stałej Plancka, uniemożliwiłyby istnienie wszechświata w obecnej formie. Jedna z wersji zasady antropicznej jest próbą odpowiedzi na pytanie, dlaczego prawa fizyki są takie, jakie są. Sugeruje ona, że gdyby prawa fizyki były inne, nikt nie mógłby ich poznać, ponieważ pojawienie się inteligentnego obserwatora nie byłoby możliwe.

## Historia powstania
Termin „zasada antropiczna” został po raz pierwszy zaproponowany w 1973 roku przez Brandona Cartera. Wówczas w Krakowie świętowano pięćsetną rocznicę urodzin Mikołaja Kopernika. Carter zabrał głos na sympozjum sekcji kosmologicznej Międzynarodowej Unii Astronomicznej. Zasugerował, że mimo wszystko ludzie zajmują wyróżnione miejsce we Wszechświecie – inaczej niż głosi zasada kopernikańska.
Później, w 1983 roku, stwierdził, że w swojej oryginalnej formie zasada była przeznaczona tylko do ostrzeżenia astrofizyków i kosmologów przed możliwymi błędami w interpretacji astronomicznych i kosmologicznych danych. Należy wziąć pod uwagę biologiczne ograniczenia obserwatora. Również w 1983 roku włączył ostrzeżenie dla biologów ewolucyjnych, że interpretując świadectwo ewolucyjne trzeba wziąć pod uwagę astrofizyczne ograniczenia procesu ewolucji.
Termin został następnie spopularyzowany przez kontrowersyjną książkę Antropiczna zasada kosmologiczna autorstwa Johna D. Barrowa i Franka J. Tiplera (Oxford University Press). Jak zaznacznono dalej – autorzy znacznie odbiegli od pierwotnego pomysłu Cartera.

## Warianty

### Pierwotne dwa
Brandon Carter rozróżniał słabą i silną wersję tej zasady:
- słaba zasada antropiczna – obserwator może istnieć tylko w odpowiednio starym wszechświecie, mającym też inne własności, jak np. obfitość węgla,
- silna zasada antropiczna – prawa fizyki, stałe fizyczne i warunki początkowe muszą być takie, aby zaistniał obserwator.

### Dalszych kilka
Wersje zasady antropicznej według Barrowa i Tiplera (1986):
- słaba zasada antropiczna – obserwowane wartości wielkości fizycznych i kosmologicznych nie są jednakowo prawdopodobne, ale są ograniczone, ponieważ muszą uwzględniać fakt egzystencji i rozwoju życia opartego na chemii węgla oraz wystarczająco długi wiek Wszechświata[13][14].
- silna zasada antropiczna – Wszechświat musi mieć takie własności, aby wewnątrz niego, w pewnych okresach jego historii, mogło rozwijać się życie.

Widać więc, że Barrow i Tipler użyli terminu słaba zasada antropiczna w innym znaczeniu niż Carter, ale termin silna zasada antropiczna zdefiniowali w podobnym brzmieniu, co wcześniej Carter.
Paul C. Davies używa terminu silna zasada antropiczna w podobnym znaczeniu co Carter, Barrow i Tipler, czasami nazywając ją po prostu zasadą antropiczną. Julian Barbour używa terminu zasada antropiczna w podobny sposób, co Barrow, Tipler i Davies – nie rozróżniając słabej i silnej wersji.
Stephen Hawking używa terminu zasada antropiczna w różnych znaczeniach:
- bez przymiotników ma podobne znaczenie jak u Barrowa i Tiplera;
- słaba zasada antropiczna ma u niego podobne znaczenie jak u Cartera;
- silną zasadą antropiczną nazywa postulat Wieloświata[17] – jeszcze inaczej niż Carter, Barrow i Tipler. Takie użycie tego sformułowania spotkało się z krytyką[18] .

Oprócz tego zaproponowano co najmniej dwie inne oraz inaczej nazwane wersje zasady antropicznej :
- partycypacyjna zasada antropiczna – Wszechświat może istnieć tylko jeśli zawiera obserwatora. To postulat podobny do silnej zasady Barrowa i Tiplera oraz doprowadzenie do skrajności interpretacji kopenhaskiej w mechanice kwantowej[potrzebny przypis]; autor tej zasady to John Archibald Wheeler[20];
- finalna zasada antropiczna Barrowa i Tiplera – Wszechświat musi być zdolny do podtrzymywania życia przez wieczność. To dodatkowe wzmocnienie ich silnej zasady.

## Przykłady
Gdyby tempo ekspansji Wszechświata było nieco inne, to nie mogłyby w nim powstawać żadne złożone struktury.
Stephen Hawking odwołuje się do słabej zasady antropicznej, podając częściowe wyjaśnienie, dlaczego przestrzeń jest trójwymiarowa (przynajmniej w znanej skali). W dwóch wymiarach nie mogłyby powstać złożone organizmy, a w czterech i więcej – grawitacja byłaby bardzo niestabilna.
Pisano rozprawy przekonujące, że zasada antropiczna potrafi "wyjaśnić" wartości stałych fizycznych (jako idealnie ukształtowane), liczbę wymiarów Wszechświata i stałą kosmologiczną.

## Interpretacje
Koncepcja wielu światów – silna zasada antropiczna w wersji Cartera bywa używana jako przesłanka do kosmologicznej koncepcji wielu światów. Zgodnie z nią obserwowany przez człowieka Wszechświat jest jednym z wielu równolegle istniejących – w ramach Wieloświata. W każdym z nich stałe fizyczne są nieco inne – są one czymś w rodzaju losowo wybranych warunków początkowych. Jeżeli silna zasada antropiczna w wersji Cartera jest prawdziwa, to obserwowany przez człowieka Wszechświat jest wyróżniony tylko przez istnienie w nim człowieka, które jednak nie jest wtedy niczym dziwnym.
Teoria strun – wrażenie celowego dopasowania stałych fizycznych wynika z faktu, że ich wartości liczbowych nie można wyprowadzić z żadnej teorii fizycznej, lecz są one rezultatem pomiarów. Gdyby udało się zbudować teorię superunifikacji, wraz z kosmologią kwantową wartości liczbowe stałych fizycznych przestałyby mieć charakter swobodnych parametrów, lecz zostałyby zdeterminowane wewnątrz samej teorii. Niektórzy fizycy upatrują tzw. teorii wszystkiego w teorii strun.
Kosmologiczny dobór naturalny – jedna z koncepcji Wieloświata, której autorem jest amerykański fizyk Lee Smolin. Podstawową różnicą od innych teorii multiversum jest założenie, że stałe fizyczne w każdym wszechświecie nie kształtują się losowo, lecz podlegają selekcji naturalnej, podobnej do tej w ewolucji biologicznej.
Koncepcja Smolina opiera się na dwóch założeniach:
1. Teoria względności przewiduje, że zapadanie się czarnej dziury powoduje tzw. osobliwość, która według Smolina jest początkiem nowego wszechświata, generującego nową, własną czasoprzestrzeń.
2. Nowo powstały wszechświat "dziedziczy" stałe fizyczne po wszechświecie macierzystym, lecz nie idealnie, ale z pewnymi modyfikacjami (mutacjami). Nowe wszechświaty, które otrzymają zestaw stałych fizycznych nie sprzyjający powstawaniu czarnych dziur, będą „namnażały się” wolniej, zaś selekcja stopniowo upowszechni te zestawy stałych, dla których powstają liczne czarne dziury.

Wynika z tego, że stałe fizyczne są zmienne. A na ich inne wartości w czarnych dziurach wpływać mogą inne siły.
Zewnętrzna siła sprawcza – zwolennicy tej koncepcji uważają, że najlepszym wyjaśnieniem tzw. "precyzyjnego dostrojenia" obecnego w astrofizyce jest odwołanie się do dawcy praw natury. Miałby on ustalić ich wartości tak, by we Wszechświecie mogło wyewoluować życie. Astrofizyk Fred Hoyle użył określenia "superintelektu", zaś niektórzy uczeni, jak fizyk i noblista Charles Townes czy astrofizyk i teolog Hugh Ross utożsamiają zewnętrzną siłę sprawczą z Bogiem.